# Radžastan
Radžastan je po površini največja indijska zvezna država. Leži v severozahodni Indiji; na zahodu meji na Pakistan, drugod pa na indijske zvezne države Gudžarat, Madja Pradeš, Utar Pradeš, Harjana in Pandžab. Obsega velik del puščave Thar in staro pogorje Aravali, ki se razteza čez vso državo od jugozahoda proti severovzhodu. Glavno mesto je Džaipur.